# Josep Montanyès
Pour les articles homonymes, voir Moliner.
Josep Montanyès i Moliner (né à Barcelone le 25 octobre 1937, décédé à Barcelone le 10 novembre 2002) est un réalisateur et metteur en scène espagnol.

## Biographie
Josep Montanyès étudie à l'école d'art dramatique Adrià Gual et crée en 1964 le groupe d'étude théâtrale d'Horta, un quartier de Barcelone
Il organise des festivals, réalise quelques téléfilms et monte un opéra. Il dirige le Théâtre Lliure (es) de Barcelone et l'Institut del Teatre.
Le réalisateur décède le 10 novembre 2002 à la suite d'un arrêt cardiaque.